# Bellus
Bellus (szlovákul Beluša) község Szlovákiában, a Trencséni kerületben, az Puhói járásban. Szentjánosháza és Vágerdőalja tartozik hozzá.

## Fekvése
Puhótól 5 km-re délre, a Vág bal partján fekszik.

## Története
A régészeti leletek tanúsága szerint a falu területén már az újkőkorban és a korai bronzkorban ie. 2000-1500 körül is éltek emberek. A vonaldíszes kerámiák népének, valamint a lausitzi és a puhói kultúra népének települését és temetőjét találták itt meg. A falu környéke lényegében azóta folyamatosan lakott volt.
Első írásos említése 1330-ból származik „terra Belos” alakban abban a dokumentumban, mely a birtok határát jelöli ki. Következő említése a bellusi és a viszolaji területet elhatároló oklevélben található 1369-ben „Belus” alakban. 1375-ben „civitas Belus” néven abban a Nagy Lajos király által kiadott oklevélben található, melyben a király Trencsént más várakkal együtt tárnokmesterének, Bebek Györgynek adja. 1439-ig a trencséni váruradalom, majd ezután a kaszai és az illavai uradalom része. 1598-ban 153 háza volt. 1659-ben Bellus I. Lipót császártól városi és vásártartási jogot kapott. A 17. században egymás után alakultak meg a bellusi céhek, legelsőnek a cipészek céhe jött létre. 1720-ban 88 adózó háztartása volt. 1723-ban tűz pusztított a településen, melyben az összes régi ház leégett. 1784-ben 309 házában 334 család és 1779 lakos élt.
A 18. század végén Vályi András így ír róla: „BELLUS. Mező Város Trentsén Vármegyében, földes Ura Gróf Königszeg, lakosai katolikusok, fekszik Pukovtól nem meszsze. A’ mint ELSŐ LAJOS Király jószágainak feljegyző könyve mutattya, hajdan Uradalmok vala a’ Magyar Országi Királyoknak; míg végre Illavia, vagy Illova Uradalommal együtt az Ország Nagyainak birtokokba jöve. A’ Vág vize partyához mintegy két mértföldnyire épűlt, erdős helyek között lévő térségen, lakosai mindnyáján szántó vetők, alatsony házaikat fábol szalmával fedvén szokták építeni. Egyéb aránt a’ Város elég népes, és mind a’ szántás vetésben, mind a’ fazekasságban szorgalmatosak. SZENT ERZSÉBET temploma 1553. leomlott vala, mellyet az előtt Osztrohitsiak építtettek; de 1630. esztendőben viszont felépíttetett. Szent Fábian, és Sebestyén kápolnáit pedig Gróf Bräuner Uraság építtette. Nevezetesítik, többek között e’ helyet Néhai Ádámi, András, Mihály, és Pál itten lett szűletések, kik között leg nevezetesebb munkákat készített vala Mihály Nemzeti Magyar nyelvünknek előmozdítására; esméretes kissebb munkája e’ tzím alatt: Ungarische Sprachlehre; de Magyar Szótárja világosságra nem botsáttatott. Határbéli szántó földgyeik középszerűek, fája, és legelője, ’s vadgya elég, vagyonnyainak eladására is jó módgya, mind helyben, mind a’ szomszédságokban, első Osztálybéli.”
1813-ban a Vág elöntötte a települést, az árvíz hatalmas károkat okozott. 1823-ban ismét árvíz pusztított. 1827. szeptember 15-én a nagy tűzvészben 130 ház égett le. 1828-ban 302 háza és 2001 lakosa volt. Lakói mezőgazdasággal, kézművességgel és fazekassággal foglalkoztak. 1831-ben kolerajárvány pusztított.
Fényes Elek 1851-ben kiadott geográfiai szótárában így ír a városról: „Bellus, tót mező-város, Trencsén vármegyében, közel a Vágh bal partjához: 2116 kath., 6 zsidó lak., kik többnyire mesteremberek és fazekasok. Találtatik itt kath. paroch. templom, urasági kastély, és nagy majorság; több ser- és pálinka-főző ház, téglavető hely, és a várostól 1/2 órányira egy lágymeleg kénköves forrás, melly azonban kenderásztatásra használtatik. Határja részint hegyes, részint termékeny térség; legelője, rétje jó; fája elég. 1827-ben 28-dik septemberben 115 ház és a kath. templom tornya s fedele elégett. F. u. gr. Königsegg. Ut. Postája Trencsén.”
1883-ra létrejött a vasúti összeköttetés a környező településekkel, megépült a vasútállomás is. 1887-ben a települést községgé sorolták vissza. A trianoni békéig Trencsén vármegye Illavai járásához tartozott.
1936-ban árvíz okozott nagy károkat a településen.

## Népessége
| Év:            | 1994. | 2004.   | 2014.   | 2024.   |
| -------------- | ----- | ------- | ------- | ------- |
| Emberek száma: | 6036  | 6081    | 5827    | 6183    |
| Eltérés:       |       | +0,74 % | -4,17 % | +6,10 % |

| Év:            | 2023. | 2024.   |
| -------------- | ----- | ------- |
| Emberek száma: | 6186  | 6183    |
| Eltérés:       |       | -0,04 % |

1910-ben 2521 lakosából 2360 szlovák és 105 magyar anyanyelvű volt.
1970-ben 4067 lakosából 4045 szlovák volt. Szentjánosházán 772 szlovák, Vágerdőalján pedig 510 szlovák élt.
2001-ben 6052 lakosából 6000 szlovák és 1 magyar volt.
2011-ben 5874 lakosából 5678 szlovák, 25 cseh, 2-2 ukrán és orosz, 1-1 magyar, ruszin, német, lengyel és bolgár, 6 egyéb és 156 ismeretlen nemzetiségű volt.

## Neves személyek
- Itt született 1720-ban Adami Mihály jezsuita szerzetes, nyelvész, heraldikus, genealógus.
- Itt született 1739-ben Adámi Pál orvosdoktor.
- Itt születhetett 1841-ben Gond Ignác római katolikus plébános.
- Itt hunyt el 2013-ban Jozef Kočiš szlovák történész, levéltáros.
- Itt szolgált Hoffmann Mór (1843-1915) tanár, szerkesztő, író. Hevesi Sándor apja.

## Nevezetességei

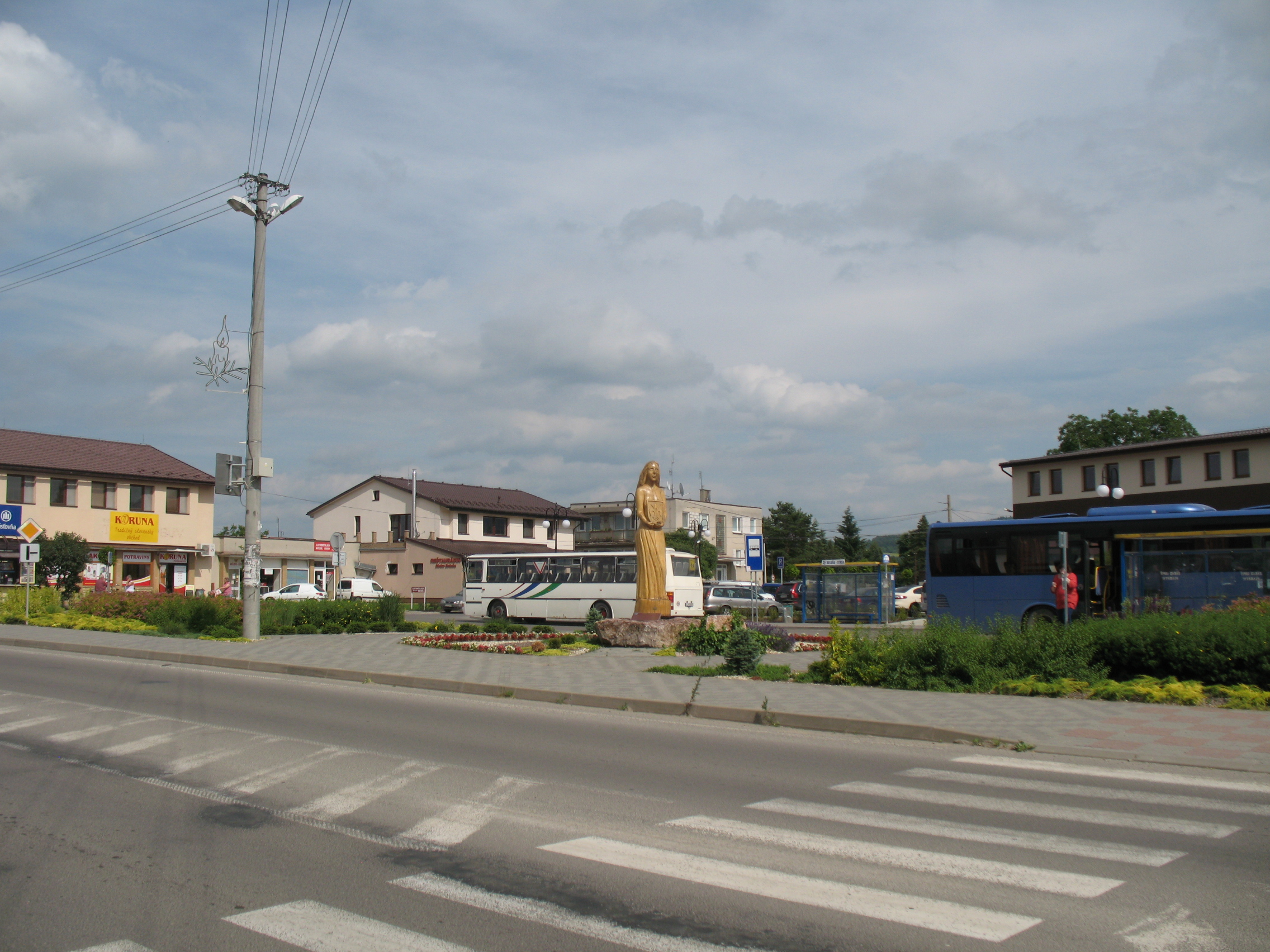
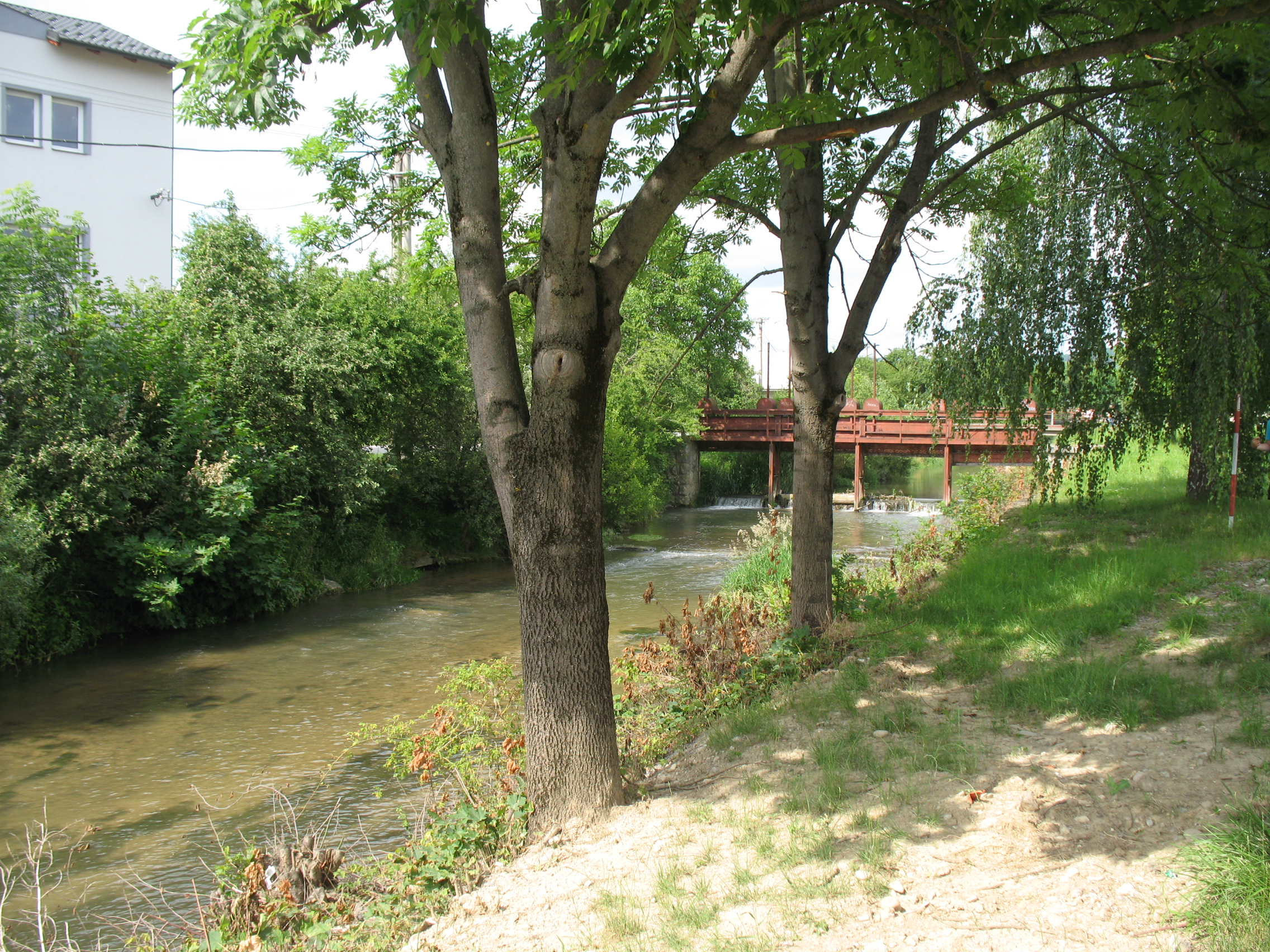

- Szent Anna tiszteletére szentelt római katolikus temploma a 13. század második felében épült.
- Árpád-házi Szent Erzsébetnek szentelt templomát 1560-ban építették.
- Szentjánosháza Hétfájdalmú Szűzanya tiszteletére épített temploma 1990-ben épült.
- A szentjánosházi Nepomuki Szent János kápolna 1766-ban épült.
- Az öt új emlékmű a település öt nagy katasztrófájában elhunytakra emlékeztet.
- Gyógyfürdője 22 °C-os kénes-szénsavas melegvízzel várja a vendégeket.
- Hegyesmajtény felé eső határában az út mellett érdekes természeti képződmény, kőkapu látható.

## Lásd még
- Szentjánosháza
- Vágerdőalja